# Forest City (North Carolina)
Forest City is een plaats (town) in de Amerikaanse staat North Carolina, en valt bestuurlijk gezien onder Rutherford County.

## Demografie
Bij de volkstelling in 2000 werd het aantal inwoners vastgesteld op 7549.
In 2006 is het aantal inwoners door het United States Census Bureau geschat op 7324, een daling van 225 (-3,0%).

## Geografie
Volgens het United States Census Bureau beslaat de plaats een oppervlakte van
21,3 km², geheel bestaande uit land. Forest City ligt op ongeveer 265 m boven zeeniveau.

## Plaatsen in de nabije omgeving
De onderstaande figuur toont nabijgelegen plaatsen in een straal van 12 km rond Forest City.